# 海沧区
海沧区是福建省厦门市所辖的一个市辖区，与厦门岛隔海相望。1989年，国务院批准在原杏林区成立海沧台商投资区。區政府駐嵩嶼街道滨湖北路9号。

## 历史

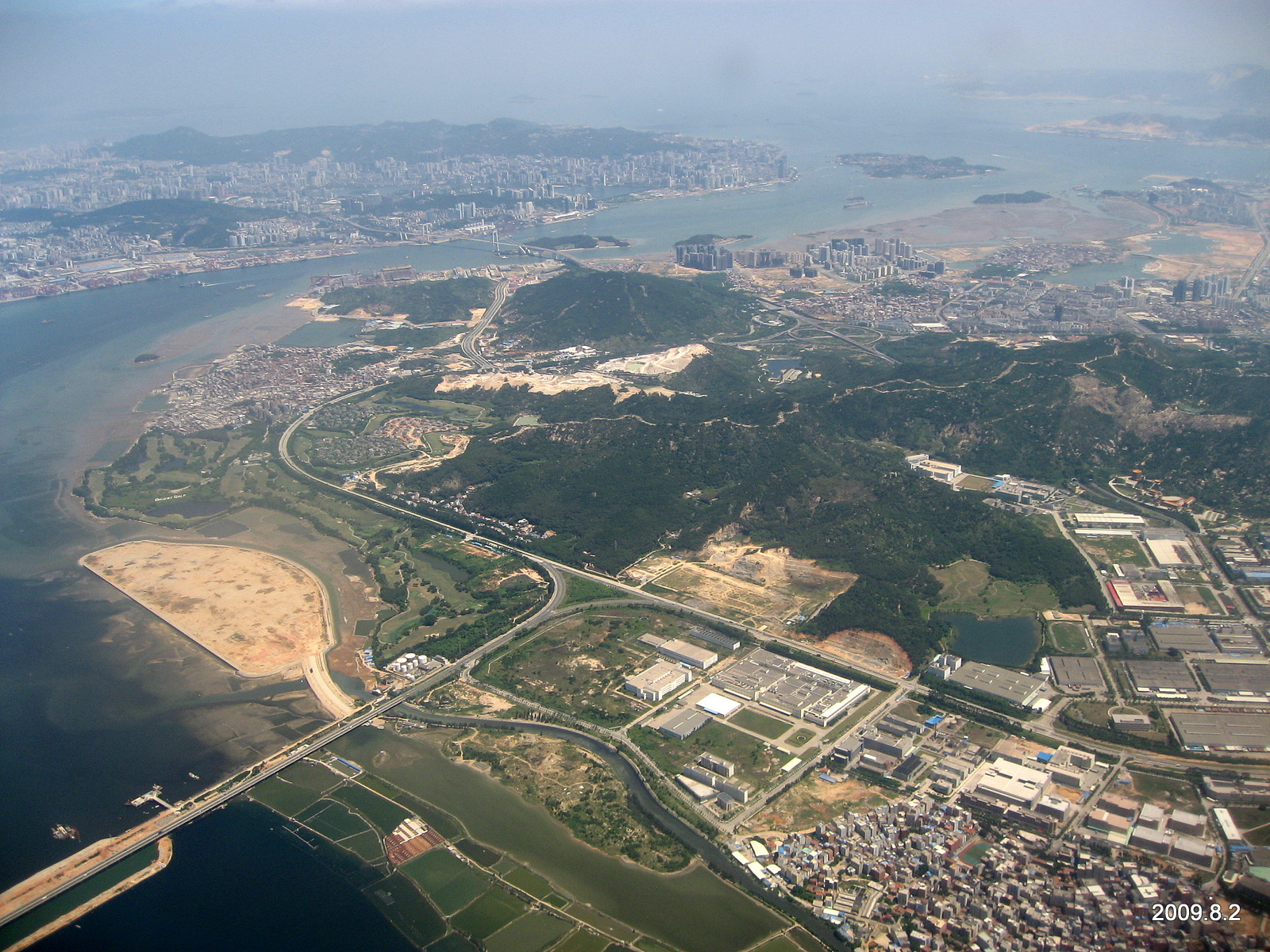
2009年的海沧区（圖右）及廈門島（圖左上）

海沧区大部分地区（除东孚街道和新阳街道祥露社区外）原属漳州府海澄县，1958年10月改隶厦门市郊区。1987年7月，郊区更名为集美区。1995年10月，海沧镇和东孚镇划入杏林区。2003年5月，经国务院批准，杏林区的杏林街道办事处和杏林镇划归集美区管辖，杏林区其余部分更名为海沧区。

## 人口
根據第七次全国人口普查數據，截至2020年11月1日零時，海滄區常住人口為582519人。 截至2021年末，海滄區常住人口61.5萬人。

## 行政区划
海沧区下辖4个街道和1个类似乡级单位：
海沧街道、新阳街道、嵩屿街道、东孚街道和天竺山林场。

## 经济

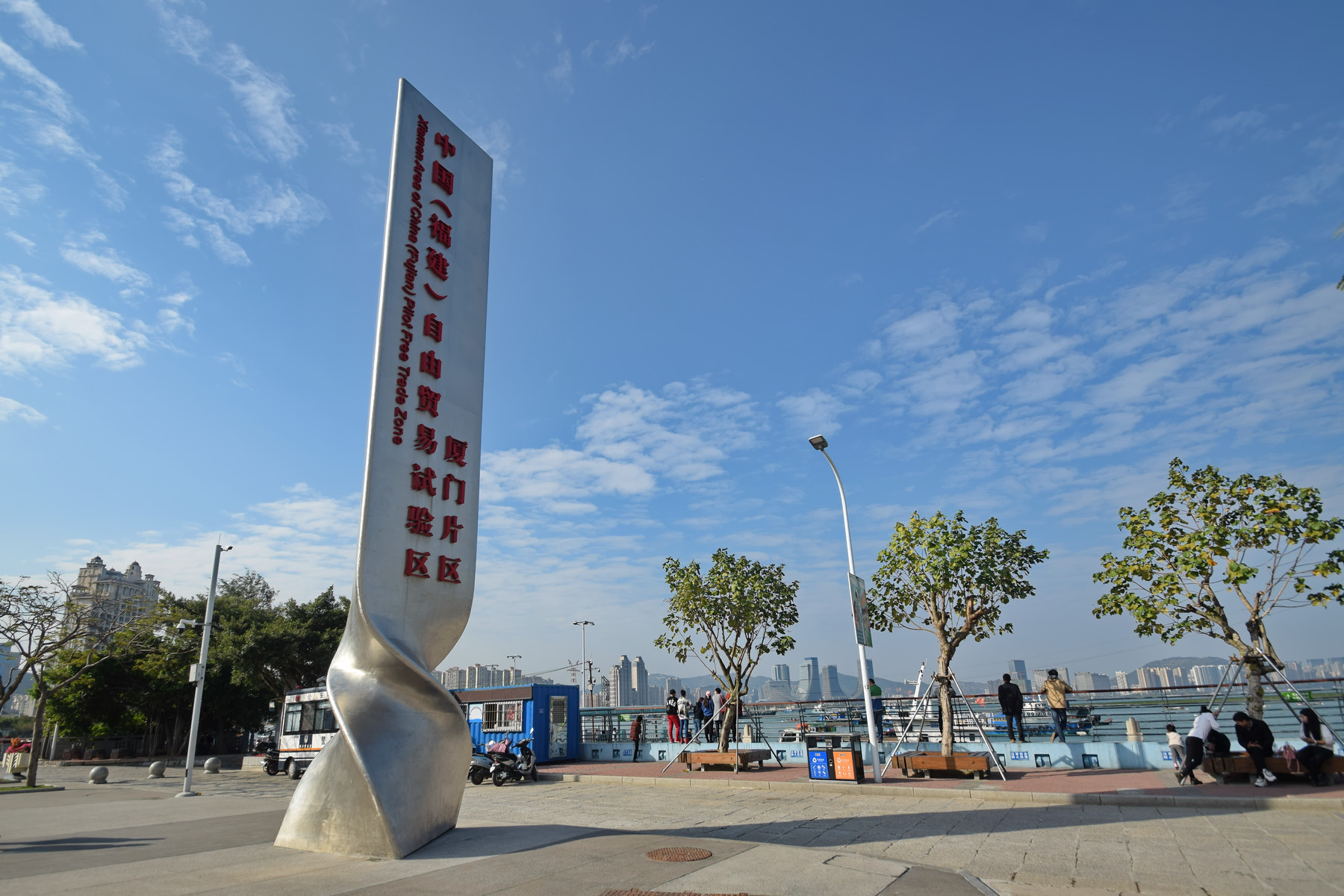
海沧区部分區域已劃為福建自贸区厦门片区。

海沧区是厦门工业总产值最大的一个区，以电子、机械、生物制药为主导产业，又以台资为主。拥有东孚、新阳、港区三个工业集中区。海沧保税港区是全国第七个保税港区，面积为9.5平方公里。

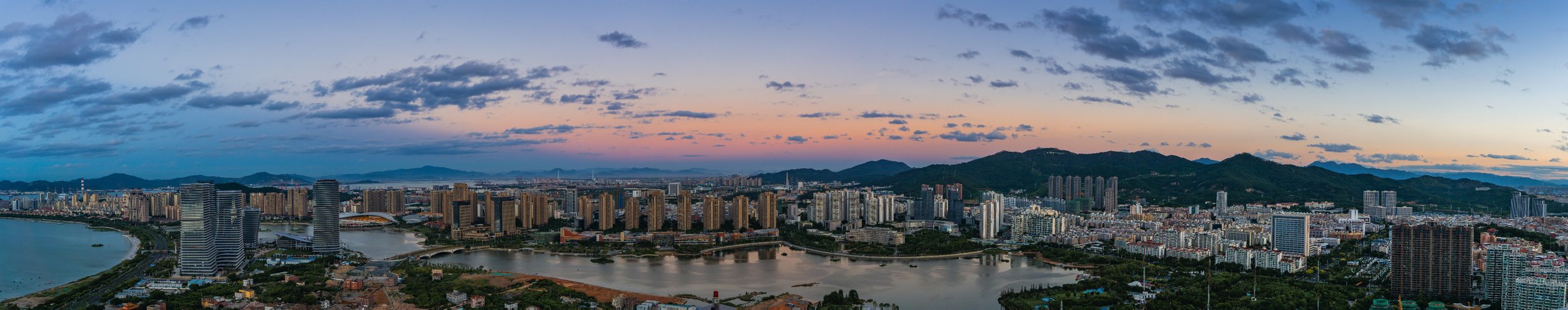
2019年的海沧新城全景

## 文化
海沧区的保生大帝信俗、海沧蜈蚣阁被列入国家级非物质文化遗产名录。

## 交通

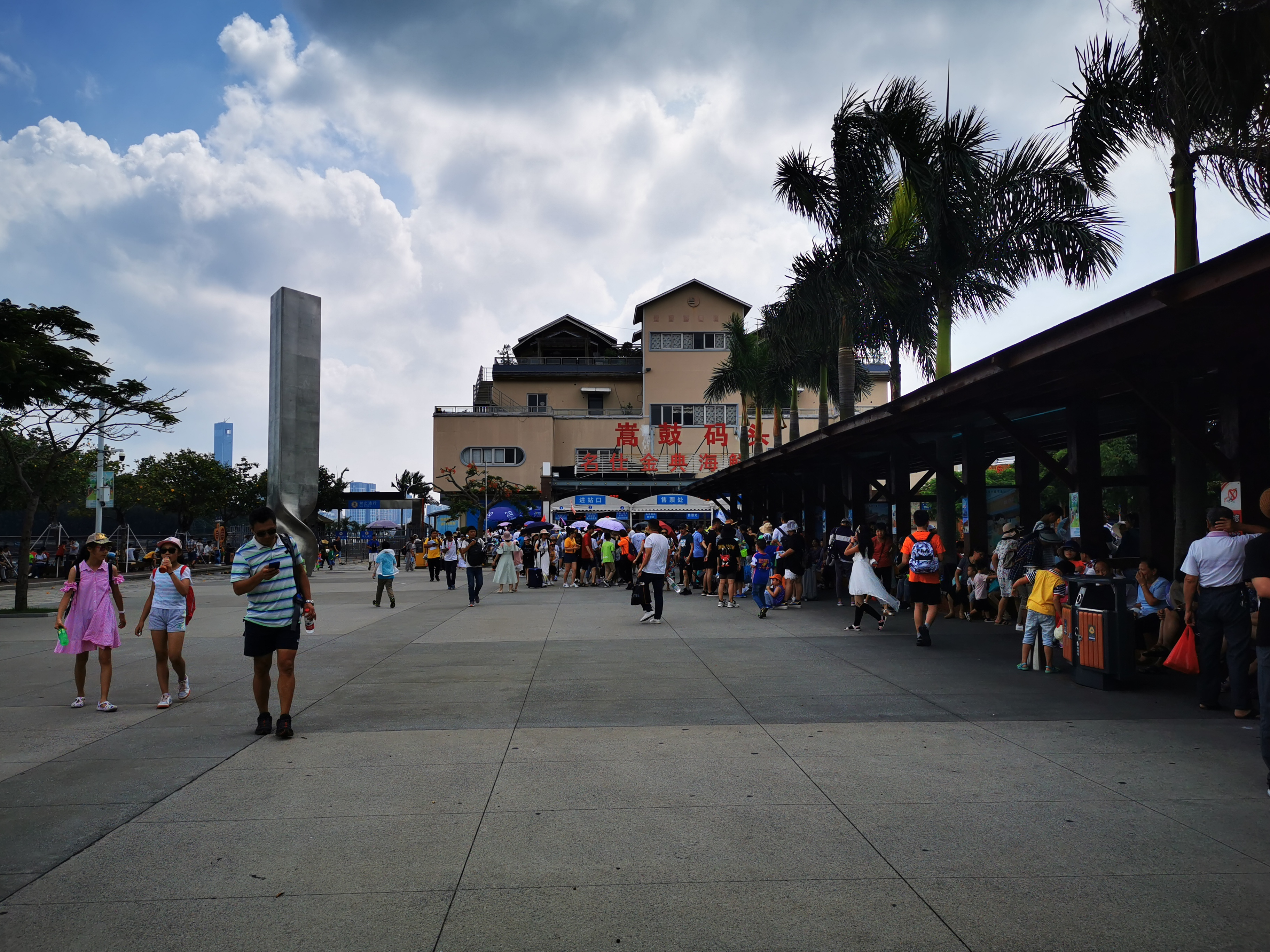
嵩鼓码头

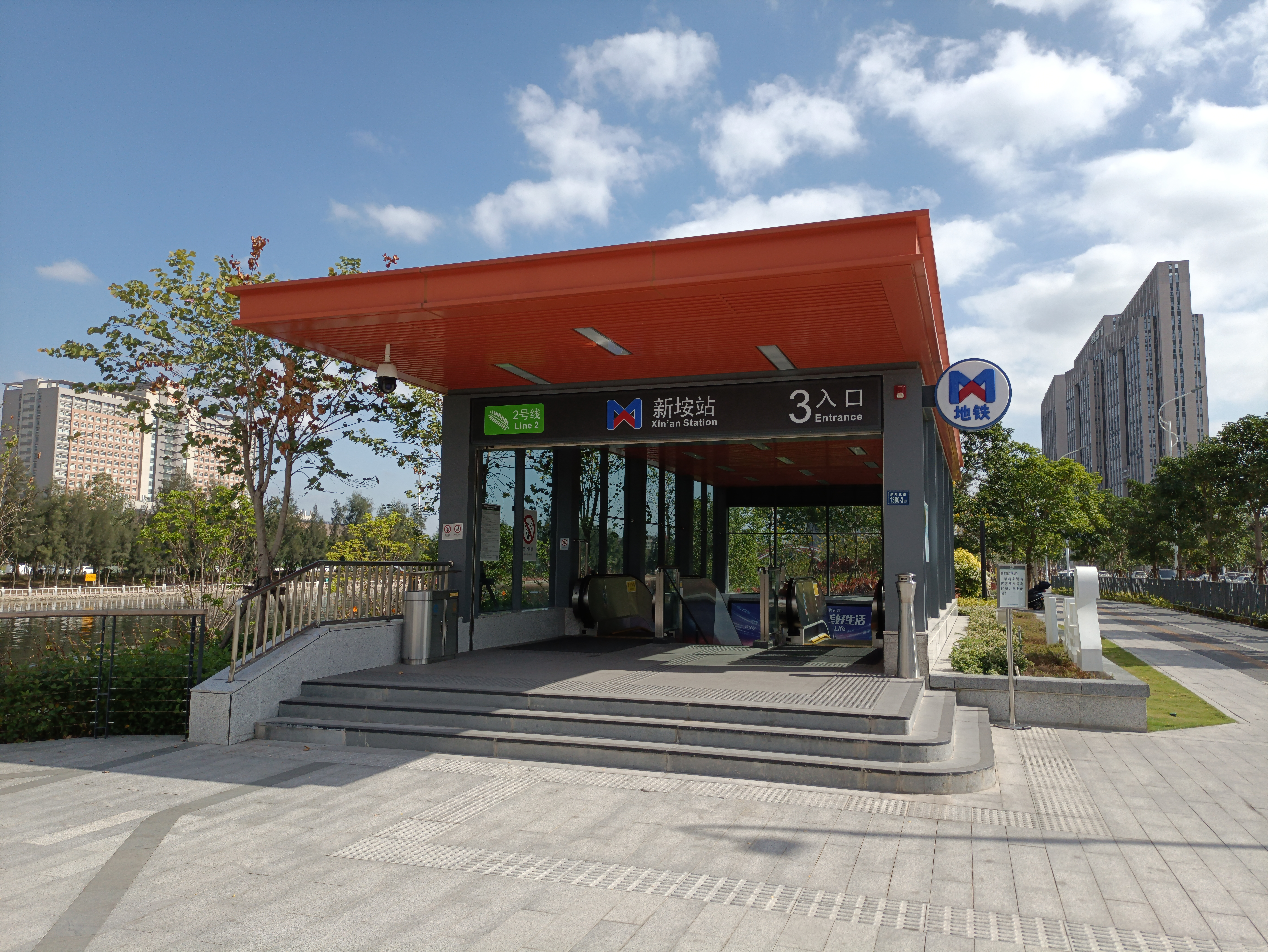
廈門地鐵新垵站

### 公路
沈海高速公路出口，319、324国道途经地点，海沧大桥、海沧海底隧道与厦门岛连接，新阳大桥跨马銮湾连通集美区，厦漳跨海大桥连接龙海市招商局漳州开发区。

### 铁路
鹰厦电气化铁路站点，厦深铁路、龙厦铁路途经地点。

### 港口
海沧港、嵩屿港。

### 廈門地鐵
- 廈門地鐵2號線(廈門地鐵2號線天竺山站到五缘湾站啟用於2019年12月25日，但鼎美站以及馬鑾中心站仍暫緩開通)
  - 天竺山站
  - 東孚站
  - 東瑤站
  - 鼎美站(暫緩開通)
  - 馬鑾中心站(暫緩開通)
  - 新阳大道站
  - 新垵站
  - 翁角路站
  - 马青路站
  - 海沧行政中心站
  - 海沧商务中心站
  - 海沧湾公园站
- 廈門地鐵6號線(建設中)
  - 鼎美站
  - 馬鑾中心站